# بریکی
بریکی (به ترکی آذربایجانی: Bərəkəy,  لاتین: Berikey) یک منطقهٔ مسکونی در روسیه است که در داغستان واقع شده‌است. مردم این روستا آذربایجانی (ایل ترکمه) هستند و به زبان ترکی آذربایجانی سخن می‌گویند. مذهب اغلب اهالی روستا شیعه است. روستای بریکی دارای ۲۶ خیابان است.

## جغرافیا
بریکی در ۲۸ کیلومتری شمال غربی دربند (مرکز اداری ناحیه) در کنار رودخانه اولوچای واقع شده است. جیمی‌کند و اولو ترکمه نزدیک ترین روستاها به بریکی هستند.